# Тьєрі Мюглер
Тьєрі Мюглер (фр. Thierry Mugler, (21 грудня 1945 , Страсбург  — 23 січня 2022 , Венсенн ) — французький модельєр і фотограф, творець модного будинку свого імені.

## Біографія
Тьєрі Мюглер народився 1948 року в Страсбурзі. Будучи творчою дитиною, він більше любив малювати, аніж вчитися. У 9-річному віці Тьєрі почав займатися класичним танцем і в 14 років був прийнятий у кордебалет Рейнської опери. Зацікавившись дизайном, якийсь час навчався у Страсбурзькій школі декоративних мистецтв, маючи намір зайнятися дизайном інтер'єрів. У 1969 році Мюглер переїхав до Парижа, де почав працювати модним стилістом.
У 1973 році Мюглер створив свою першу колекцію жіночого одягу під назвою Café de Paris. Основними її домінантами стали мотиви п'ятдесятих років з характерним акцентом на талії, а також строгість та чіткість форм, властива моді сорокових. Ці ретро-елементи модельєр наповнив сучасним звучанням, додавши образам агресивної сексуальності та перебільшеної жіночності, що стало характерним для його стилю. В 1977 році він представив публіці свою першу «колекцію-спектакль», а в 1978-му відкрив свій перший бутик за адресою Площа Перемог, будинок № 10.
У 1984 році відзначив 10-річний ювілей своєї творчої діяльності показом колекції у щойно збудованому залі «Зеніт», на якому були присутні 6 тисяч глядачів.
На початку 1990-х року став запрошеним членом Французької федерації кутюр'є. У 1992 році в готелі Риц була показана його перша колекція haute couture (осінь-зима 92/93). Того ж року Мюглер очолив парфумерний підрозділ свого модного дому, створений у співпраці з концерном Clarins, і випустив парфуми «Ангел». Тоді ж створив чорну сукню, в якій Демі Мур знялася у фільмі «Непристойна пропозиція», а роком раніше брав участь у створенні кліпу співака Джорджа Майкла Too funky, де обрані ним топ-моделі дефілювали в його вбраннях.
У 1995 році модельєр відзначив 20-річчя свого модного дому грандіозним показом моди в паризькому Зимовому цирку, на якому були присутні багато зірок естради і кіно.

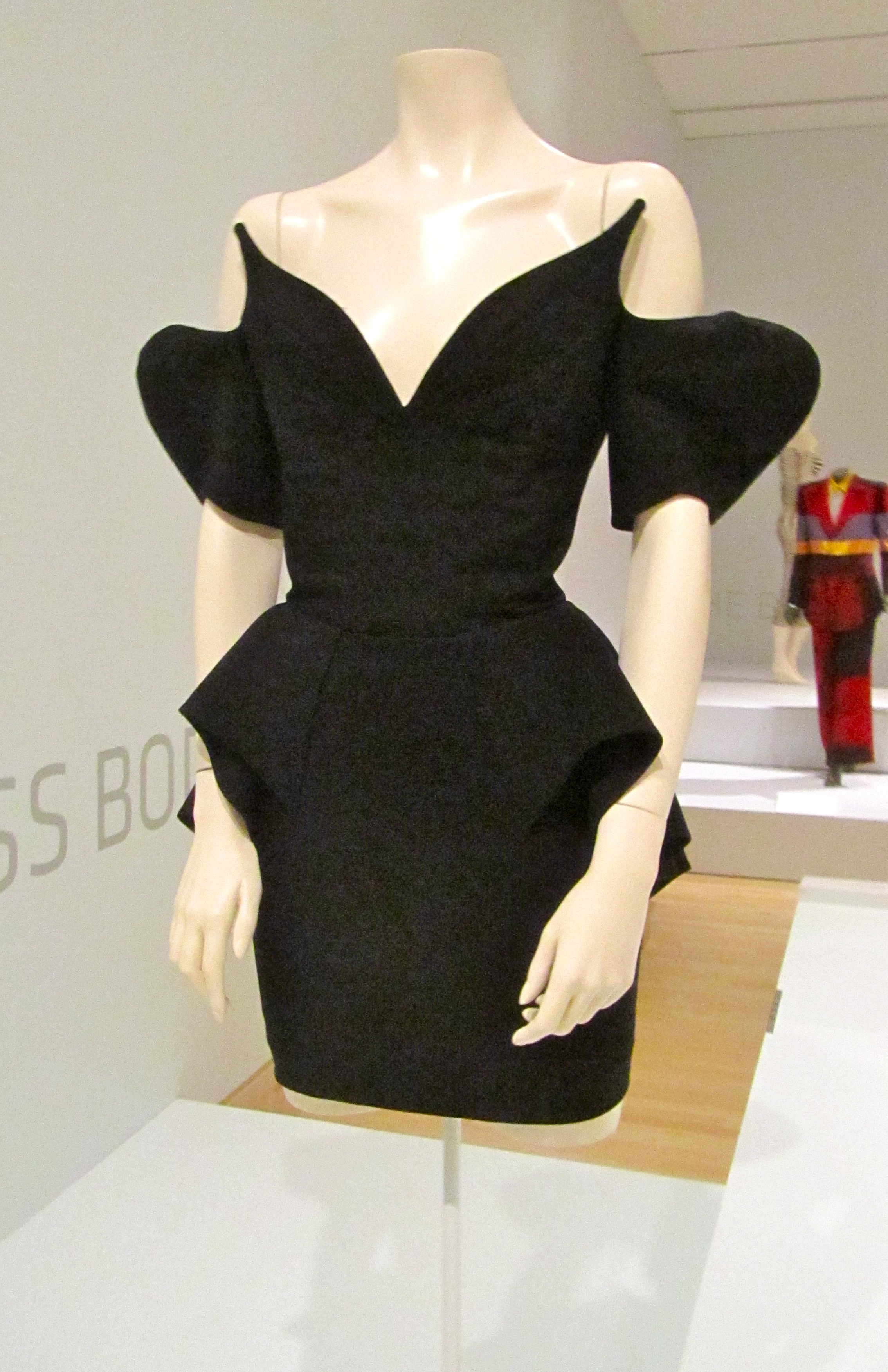
Вечірня сукня від Тьєррі Мюглера на виставці в Музеї мистецтв Індіанаполісу

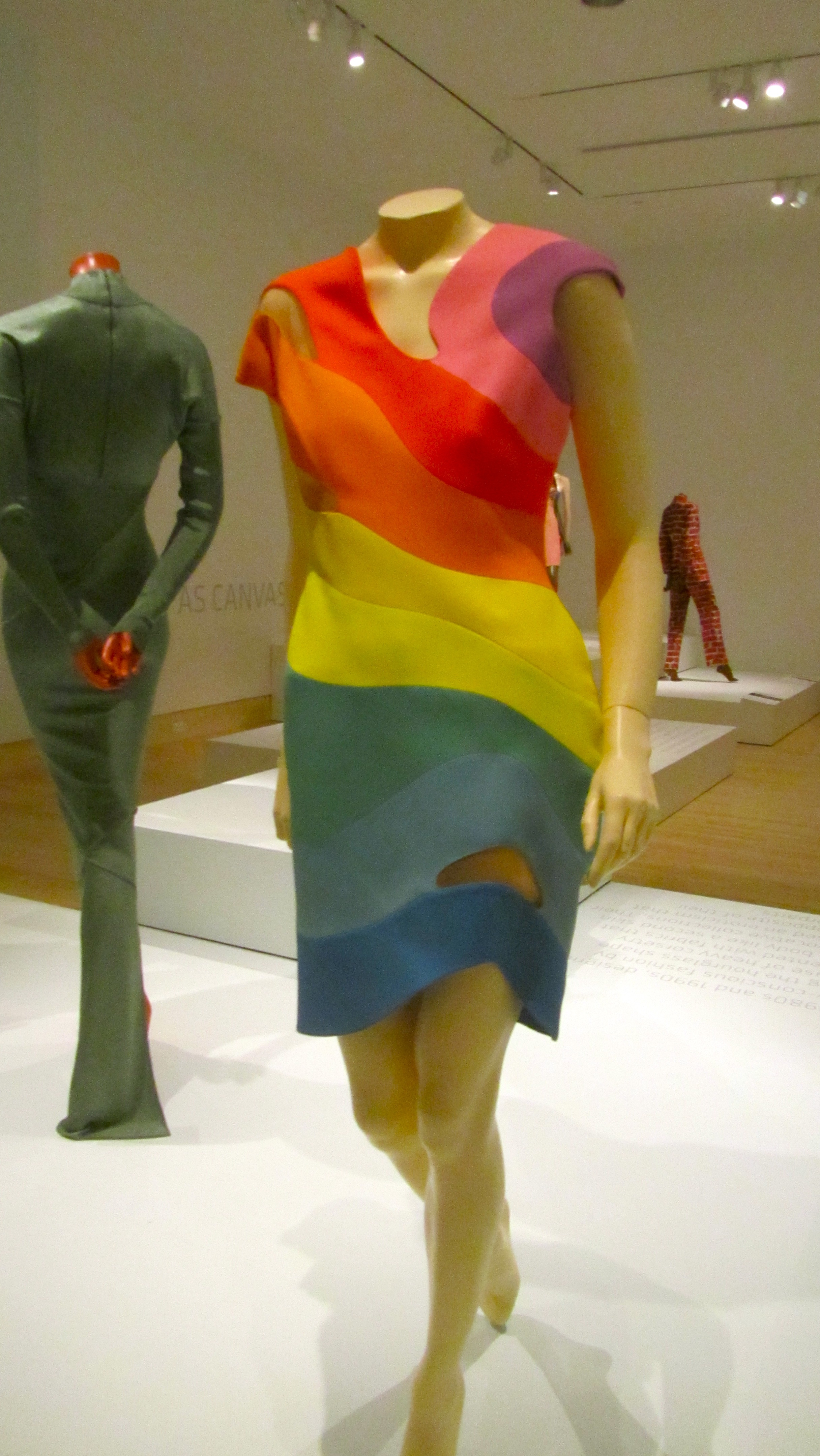
Сукня від Тьєррі Мюглера на виставці у Музеї мистецтв Індіанаполісу

Незабаром після цього він залишив світ високої моди та переїхав до Нью-Йорка, де почав працювати художником по костюмах для театру та кіно, фотографом та дизайнером парфумерних флаконів. Мюглер створював костюми для виступів Цирку дю Солей, у 2009 році він став персональним стилістом Бейонсе і почав створювати костюми для сценічних виступів співачки.
Мюглер керував виробництвом одягу prêt-a-porter «Тьєрі Мюглер» до 2002 року, коли в компанії почалися проблеми, а парфумерною студією — до 2013 року. 2015 року цей дизайнер випустив першу колекцію сумок під своїм ім'ям.
Схильний до театральності, він перетворював кожне дефіле на феєричне шоу. Втіленням ідеальної жіночої краси для Мюглера стала модель Джеррі Голл.
Після свого відходу зі світу моди він став жити відлюдником і почав представлятися своїм середнім особистим ім'ям (Манфред). Активно займався бодібілдінгом. Після того, як у тренажерному залі Мюглер впустив собі на голову штангу, його обличчя зазнало втручання пластичних хірургів і серйозно змінилося.
Тьєрі Мюглер помер 23 січня 2022 року на 77-му році життя.

## Особисте життя
Мюглер був відкритим геєм.